# Algemeen circulatiemodel

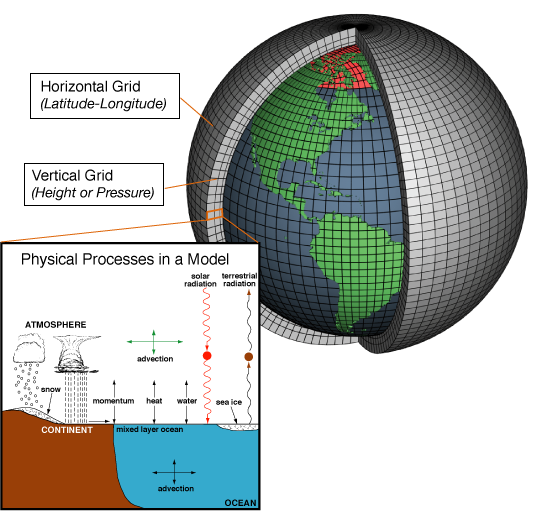
Klimaatmodellen zijn systemen met meerdere differentiaalvergelijkingen gebaseerd op enkele basiswetten uit de natuurkunde, vloeistofdynamica en chemie. Om een model te draaien verdelen wetenschappers de Aarde in een 3-dimensionaal grid. Voor elk gridpunt worden de vergelijking opgelost en de interactie met de aangrenzende gridpunten.

Een algemeen circulatiemodel (ACM) (general circulation model of GCM in het Engels), is een wiskundig klimaatmodel dat de algemene circulatie in de aardatmosfeer en de oceaan beschrijft.
Het is gebaseerd op de Navier-Stokes-vergelijkingen op een roterende bol inclusief thermodynamische termen voor enkele energiebronnen (straling, latente warmte). Deze vergelijkingen zijn de basis van complexe computerprogramma's die gebruikt worden om het globale klimaat te voorspellen, samen met vergelijkingen die ijs en het landoppervlak beschrijven. Ook worden algemene circulatiemodellen gebruikt bij het voorspellen van het weer, bij het onderzoeken van enkele aspecten in het klimaat en het maken van projecties over klimaatverandering. Het zijn computationeel zware numerieke programma's gebaseerd op de integratie van enkele vergelijkingen uit de vloeistofdynamica, chemie en soms biologie.
Wanneer een ACM uitgebreid wordt met zaken als vegetatiedynamiek wordt er meestal gesproken van een earth system model (ESM). Projecties van het toekomstige klimaat onder invloed van toenemende broeikasgassen worden over het algemeen gemaakt met een ESM, maar wetenschappers kunnen vaak ook veel leren door een simpeler ACM te gebruiken.